# Биншток, Владимир Львович
Влади́мир Льво́вич Биншток (фр. J.-Wladimir Bienstock, 5 мая 1868 — 12 марта 1933, Париж) — русско-французский журналист, писатель и переводчик, коллекционер, юрист.

## Биография
Окончил Московский университет, юридический факультет; работал помощником присяжного поверенного и одновременно корреспондентом газеты «Русские ведомости», совмещая юридическую деятельность с журналистикой.
С начала 1890-х годов проживал в Париже, где издавал обзоры новых произведений русской литературы для журнала «Mercure de France», сотрудничал с журналом «Иллюстрированная Россия».
Является одним из основателей и казначеем Профессиональной ассоциации иностранной прессы во Франции, членом бюро Комитета помощи русским писателям и журналистам во Франции, был одним из членов жюри Французской гастрономической выставки (1927), участником Объединения русских адвокатов во Франции.
Похоронен на кладбище в Пуатье, округ Вьен.
25 марта 1933 года, после смерти Бинштока, состоялось торжественное заседание в ассоциации иностранной прессы, посвящённое его памяти.
В декабре 1933 года его коллекция распродана на аукционе в парижском зале Drouot.

## Переводчик
Перевёл полное собрание сочинений Льва Толстого на французский язык. Также перевёл «Подросток» (1902), «Двойник» (1906), «Записки из подполья» (1906), «Братья Карамазовы» и «Дневник писателя» Достоевского, произведения Чехова. Перевёл «Синюю птицу» Метерлинка для Художественного театра, для театра М. А. Чехова пьесу Бергера «Потоп» (1931).
Подвергался критике Толстым как переводчик:

«Начало» (духовное) он переводит как le commencement; «сделка» — accommodation, а такое слово есть только в смысле приспособления глаз, а есть слово accomodement. А мы смотрим на книги с уважением. Оно в переводе взвинченное, запутанное, ничего нельзя понять"— слова Толстого Л. Н. Маковицкому Д. П. 4 ноября 1906 г. о переводе Бинштоком статьи «Что такое религия и в чем её сущность?» на французский язык
После чего 5 ноября 1906 г. Толстой поручает Маковицкому написать письмо П. И. Бирюкову (редактору издания полного собрания сочинений Толстого на французском языке) о скверном переводе Бинштока.
Толстая С. А. поддерживала мнение Толстого о плохом французском переводе Бинштоком сочинений, говорила, что старается их не читать. Тем не менее в отличие от Гальперин-Каминского отдельные места Биншток переводил точнее и избегал сокращений.
Н. Н. Ге объяснял такое качество перевода тем, что 

Биншток — русский еврей, и не знает по-французски; говорит бойко, но совсем плохо. Он дает переводить кому попало — таким, которые тоже не знают хорошо языков, и поправляет его жена, совсем не знающая по-русски— 
Главную трагедию видел в том, что именно с этого плохого перевода Бернштока книг Толстого на всемирный французский язык затем их переводили на итальянский, испанский, португальский, мадьярский, турецкий и многие другие языки.

## Сочинения
- Le Premier drame de Maxime Gorki (1901)
- Tolstoï et les doukhobors : faits historiques (1902)
- Dostoievski et la guerre (1915)
- Raspoutine. La fin d’un régime (1918)
- Guerre et paix, pièce en 5 actes et 10 tableaux (1919)
- Histoire du mouvement révolutionnaire en Russie (1920)
- Les Lectures de Dostoievski (1923)
- Raspoutine, drame en deux actes (1923)
- Dostoïevski et Balzac (1924)
- Les Arts et les lettres dans la Russie soviétique (1925)
- Le Mariage russe d’Isadora Duncan (1927)

## Труды по юриспруденции
- Биншток В. Л. Материалы для истории русской тюрьмы (1894)